# 27. фебруар
27. фебруар (27.02) је 58. дан у години по грегоријанском календару. До краја године има још 307 дана (308 у преступној години).

## Догађаји
- 380 — Император Теодосије I, заједно са својим савладарима Грацијаном и Валентинијаном II, је објавио своју жељу да се сви римски грађани преобрате на хришћанство.
- 1560 — Енглеска и Лордови конгрегације су потписали споразум из Бервика, којим ће се Французи истерати из Шкотске.
- 1617 — У селу Столбово, склопљен мировни уговор између Шведске и Русије. Швеђани су вратили Русији подручје Новгорода и признали династију Романових, али су задржали јужну обалу Финског залива и Карелијску превлаку и тиме одсекли Русију од Балтика, што је трајало све до Северног рата.
- 1801 — Вашингтон је потпао под надлежност америчког Конгреса по одредбама Органског закона.
- 1829 — Војска Велике Колумбије под командом Антонија Сукреа је поразила перуанску војску у бици код Таркија.
- 1844 — Доминиканска Република постала независна од Хаитија.
- 1876 — У Крагујевцу су избили радничке демонстрације Црвено барјаче након неуспеле смене радикалско-социјалистичке општинске управе.
- 1881 — Бури су победили Британце у бици код Мајуба Хила у јужној Африци.
- 1900 — Британске трупе под командом лорда Хорејшија Киченера однеле су пресудну победу над Бурима у бици код Парденберга.
- 1900 — Основана британска Лабуристичка партија, с Ремзијем Макдоналдом као секретаром.
- 1905 — Реорганизацијом Велике школе, основан Београдски универзитет, прва универзитетска установа у Србији.
- 1933 — У пожару, за који су оптужени комунисти, је изгорео Рајхстаг, зграда немачког парламента.
- 1939 — Уједињено Краљевство и Француска признале владу генерала Франциска Франка у Шпанији.
- 1951 — Ратификован је 22. амандман на устав САД, којим је број мандата америчких председника ограничен на два.
- 1952 — Одржана прва седница УН у новом сталном седишту светске организације у Њујорку.
- 1963 — Доласком на власт изабраног председника Хуана Боша Гавиња, у Доминиканској Републици је после 33 године окончан период диктатуре. Оснивач и вође Револуционарне доминиканске партије, Гавињо је од 1930. живео у избеглиштву.
- 1976 — У Западној Сахари, коју је дан раније Шпанија предала на управљање Мароку и Мауританији, ослободилачки фронт Полисарио је прогласио Сахарску Арапску Демократску Републику.
- 1989 — После седам година неспоразума и међународне арбитраже Израел Египту вратио град Табу на Црвеном мору, који је окупирао у Шестодневном рату 1967.
- 1993 — На прузи Београд-Бар у станици Штрпци наоружани отмичари извели су из воза 20 путника, југословенских држављана муслиманске националности и одвели их у непознатом правцу.
- 1994 — У експлозији бомбе у маронитској католичкој цркви у Либану погинуло је десет и рањено 60 верника који су пред олтаром чекали да буду причешћени.
- 1996 — СР Југославија укинула санкције против Републике Српске (блокада на Дрини) уведене 4. августа 1994.
- 1999 — Међународне организације за борбу против коришћења нагазних мина процениле су да је у 64 земље широм планете расуто преко 100 милиона нагазних мина, од чега се седам милиона налази на простору бивше Југославије. Према овим подацима експлозије нагазних мина сваког месеца убију или осакате 2.000 људи од којих су 90% цивили, међу којима је највећи број деце.
- 2002 — Више од 60 људи погинуло је, када су муслимански екстремисти напали воз са хиндуским националистима у Индији.
- 2003 —
  - Трибунал у Хагу изрекао је бившој председници РС Биљани Плавшић казну од 11 година затвора и она је упућена на издржавање казне у шведски затвор Хинсеберј. Плавшићева је крајем 2002. године признала кривицу за прогон несрпског становништва током рата у БиХ.
  - Демографи Уједињених нација смањили су своје раније прогнозе о насељености планете за 2050. годину, са 9,3 на 8,9 милијарди, због повећања смртности људи од АИДС-а.
- 2006 — Пред Међународним судом правде у Хагу почела расправа по тужби БиХ против Србије и Црне Горе за агресију и геноцид.
- 2014 — Отворена је трећа продавница H&M у Србији, а прва у Новом Саду, у БИГ Шопинг центру.

## Рођења
- 1902 — Џон Стајнбек, амерички писац. (прем. 1968)[1]
- 1907 — Момчило Ђујић, српски војвода. (прем. 1999)[2]
- 1910 — Џоун Бенет, америчка глумица. (прем. 1990)[3]
- 1911 — Момчило Ђокић, српски фудбалер и фудбалски тренер. (прем. 1983)[4]
- 1928 — Аријел Шарон, израелски генерал и политичар, 11. премијер Израела. (прем. 2014)[5]
- 1929 — Ђалма Сантос, бразилски фудбалер. (прем. 2013)[6]
- 1930 — Петар Бергамо, југословенски композитор. (прем. 2022)[7]
- 1930 — Џоана Вудвард, америчка глумица и продуценткиња.[8]
- 1932 — Елизабет Тејлор, америчко-енглеска глумица. (прем. 2011)[9]
- 1939 — Кензо Такада, јапански модни креатор. (прем. 2020)
- 1940 — Хауард Хесеман, амерички глумац. (прем. 2022)
- 1943 — Карлос Алберто Пареира, бразилски фудбалски тренер.[10]
- 1954 — Весна Ђапић, српска глумица.[11]
- 1957 — Адријан Смит, енглески музичар, најпознатији као гитариста групе Iron Maiden.[12]
- 1957 — Тимоти Спол, енглески глумац.[13]
- 1960 — Андрес Гомез, еквадорски тенисер.[14]
- 1961 — Џејмс Ворди, амерички кошаркаш.[15]
- 1962 — Адам Болдвин, амерички глумац.
- 1966 — Донал Лоуг, канадски глумац.
- 1970 — Дејвид Акер, канадски писац, комичар и мађионичар.
- 1973 — Горан Вујевић, српски одбојкаш.[16]
- 1977 — Гога Секулић, српска певачица.[17]
- 1978 — Каха Каладзе, грузијски фудбалер.[18]
- 1979 — Адријана Кампос, колумбијска глумица. (прем. 2015)[19]
- 1980 — Челси Клинтон, америчка новинарка и активисткиња.[20]
- 1982 — Маја Манџука, српска глумица.[21]
- 1982 — Омар Томас, амерички кошаркаш.
- 1983 — Кејт Мара, америчка глумица.[22]
- 1984 — Џејмс Огастин, амерички кошаркаш.[23]
- 1987 — Миленко Тепић, српски кошаркаш.[24]
- 1991 — Ања Тепеш, словеначка такмичарка у скијашким спортовима.[25]
- 1992 — Филип Крајиновић, српски тенисер.[26]
- 1995 — Сергеј Милинковић-Савић, српски фудбалер.[27]

## Смрти
- 640 — Пипин Ланденски, франачки државник и војсковођа. (рођ. 580)[28]
- 1887 — Александар Бородин, руски композитор и научник (рођ. 1833)[29]
- 1929 — Хуго фон Хаберман, сликар (рођ. 1849)
- 1936 — Иван Павлов, руски лекар и научник (рођ. 1849)[30]
- 1989 — Конрад Лоренц, аустријски научник понашања нобеловац (рођ. 1903)[31]
- 1993 — Лилијан Гиш, америчка глумица. (рођ. 1893)[32]
- 1997 — Миладин Животић, српски филозоф. (рођ. 1930)[33]
- 2002 — Спајк Милиган, оснивач британске комедије 20. века. (рођ. 1918)[34]
- 2008 — Мира Алечковић, српска књижевница (рођ. 1924)[35]
- 2012 — Хелга Влаховић, хрватска ТВ водитељка. (рођ. 1945)[36]
- 2013 — Рамон Декерс, холандски кик-боксер. (рођ. 1969)[37]
- 2017 — Јелена Берберовић, српски филозоф, теоретичар сазнања. (рођ. 1938)[38]

## Празници и дани сећања
- Српска православна црква слави:
  - Преподобног Аксентија
  - Преподобног Исакија, затворника печерског